# Archaos ou le Jardin étincelant
Pour les articles homonymes, voir Archaos.
Archaos ou le Jardin étincelant est un roman de Christiane Rochefort paru en 1972.

## Synopsis
Le roman se déroule dans le royaume fictif d'Archaos, situé quelque part en Europe centrale. Il a pour capitale la ville de Trémènes, située dans la province d'Onirie. C'est un royaume utopique dont le roi, Govan Eremetius, est pacifiste. Lors d'une famine, il promulgue une loi stipulant que tout est gratuit : l'argent tombe alors en désuétude et les habitants se partagent les richesses du pays. Les lois et coutumes d'Archaos encouragent une vie paisible tournée vers l'amour et l'attention portée aux autres.

## Sources